# Malpighia haitiensis
Malpighia haitiensis är en tvåhjärtbladig växtart som beskrevs av Ignatz Urban och Nied.. Malpighia haitiensis ingår i släktet Malpighia och familjen Malpighiaceae. Inga underarter finns listade i Catalogue of Life.